# Référendum constitutionnel tunisien de 2002
Le référendum constitutionnel tunisien de 2002, organisé à l'initiative du président Zine el-Abidine Ben Ali qui l'a annoncé le 7 novembre 2001, s'est tenu le 26 mai 2002. Il s'agit du premier référendum de l'histoire du pays.
Le projet, accepté officiellement par plus de 99 % des suffrages exprimés, permet de modifier de nombreux articles du texte constitutionnel entré en vigueur le 1er juin 1959. L'une des mesures les plus discutées concerne la suppression du nombre limité de mandats présidentiels, permettant au chef de l'État de se représenter autant de fois qu'il le souhaite, pour autant qu'il ait moins de 75 ans, nouvelle limite d'âge fixée pour tout candidat à la magistrature suprême.

## Propositions

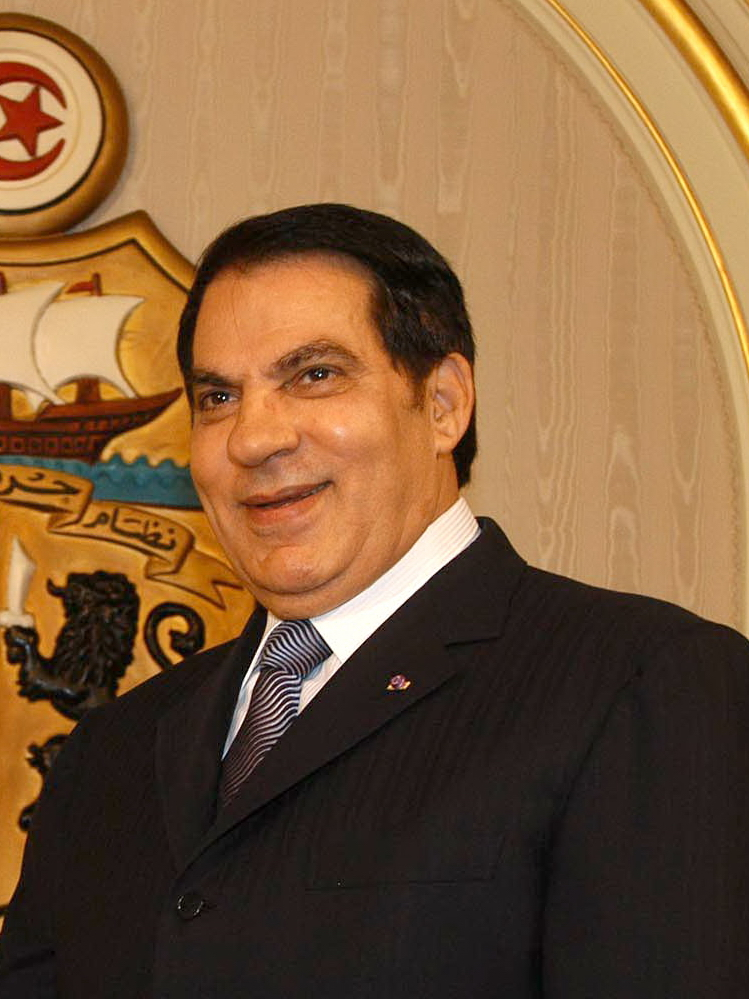
Portrait de Ben Ali

38 des 78 des articles de la constitution de 1959 et la plupart de ses chapitres sont amendés à cette occasion afin, selon son initiateur, de faire évoluer le système politique vers une république plus moderne appelée « République de demain ». Les termes « droits de l'homme » et « État de droit » font ainsi leur entrée dans le texte constitutionnel.

La révision constitutionnelle opte par ailleurs pour le renouvellement du mandat présidentiel illimité et sans aucune restriction, supprimant ainsi la limite de trois mandats institué en 1988. Elle repousse également à 75 ans l'âge maximum d'éligibilité du candidat à la présidence, au lieu de 70 ans précédemment. Pour appuyer ce choix, un député fait cette remarque : 
« Dans certains États modernes, le renouvellement du mandat présidentiel est même illimité. Il n'existe parfois aucune limitation d'âge, et pourtant ces pays sont considérés comme étant des démocraties avancées. Le nombre et la durée des mandats ne constitue pas, à eux seuls, des critères de démocratie. »
 La réforme institue également l'irresponsabilité pénale du président : le président bénéficie d'une immunité juridictionnelle durant l'exercice de ses fonctions mais aussi après la fin de l'exercice de celles-ci en ce qui concerne les actes qu'il a accomplis à l'occasion de son mandat. Elle introduit également un potentiel second tour pour les élections présidentielles.
Elle affaiblit également la Chambre des députés en la doublant par la Chambre des conseillers élue indirectement et dont un tiers des membres est désigné par le président. Contrairement à la Chambre des députés, aucun mécanisme n'est prévu pour représenter l'opposition dans la nouvelle chambre législative, ce qui explique pourquoi le Rassemblement constitutionnel démocratique (RCD), parti au pouvoir, reste le seul parti représenté dans cette enceinte en plus des organisations professionnelles. Elle élargit en revanche les prérogatives du Conseil constitutionnel en matière électorale. Cependant, le président peut toujours nommer sept des neuf membres du conseil, qui doit veiller à la validité des candidatures à l'élection présidentielle, les deux autres étant nommés par le président de la Chambre des députés, lui-même membre du RCD.

## Débats et résultats
Quarante amendements sont proposés par les parlementaires, un seul n'étant finalement pas retenu par le gouvernement : celui-ci proposait l'allongement de la durée du mandat présidentiel de cinq à sept ans. La réforme est approuvée par la Chambre des députés le 3 avril 2002, à une très large majorité, avec aucune voix contre et six abstentions. Une commission parlementaire ad hoc est créée et seize réunions publiques sont consacrées au projet de réforme, avec 750 interventions, dont 180 faites par l'opposition. Les débats sont qualifiés par Ali Chaouch, secrétaire général du RCD, de « contradictoires, vifs et approfondis » mais aussi « intenses ». Pour lui, « l'opposition a joué un rôle pas seulement critique mais aussi constructif ». Ismaïl Boulahya, secrétaire général du Mouvement des démocrates socialistes, indique pour sa part : 
« Nous devons œuvrer pour que le référendum soit le point de départ d'une nouvelle dynamique et que la consultation se déroule dans la transparence. »
 Certains militants de l'opposition confirment que « tout se fait dans la transparence et les citoyens peuvent vérifier les listes à tout moment ».

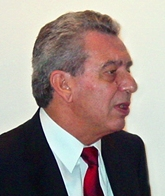
Mohamed Charfi en conférence en 2003

La campagne d'explication de la réforme se déroule du 12 au 24 mai. Des subventions ont été accordés, à égalité, aux partis politiques afin qu'ils y participent et des observateurs et journalistes étrangers sont invités. Le référendum, tenu le 26 mai, est validé avec un score de 99,52 %, même si pour Le Canard enchaîné, le pourcentage de « oui » est de 99,61 %.

## Critiques
Une autre partie de l'opposition critique un certain « enterrement de la République » pendant que Sadri Khiari qualifie cette réforme de « putsch masqué ». Pour Hamadi Redissi, la constitution livre la présidence au hasard de la biologie, faisant de la présidence une « présidence à espérance de vie ». Ahmed Néjib Chebbi y voit « un projet qui tourne le dos aux aspirations des Tunisiens à la démocratie » ; pour Mustapha Ben Jaafar, il s'agit là d'un « pas en arrière ». Le 20 mars 2001, Mohamed Charfi avait rendu public un Manifeste de la République signé par une centaine de personnalités de la société civile et qui mettait en garde contre cette réforme constitutionnelle qui prolonge la durée des mandats présidentiels.